# Maximilian Rott
Maximilian Rott (* 19. Juli 1903 in Heilbronn am Neckar; † 15. April 1957 in München; eigentlich Hermann (Eugen) Schneider) war ein deutscher Kaufmann und Schriftsteller.
Maximilian Rott war der Sohn des Kommerzienrats Victor Schneider und verdiente seinen Lebensunterhalt als Kaufmann (Geschäftsführer im Textilhaus M. Schneider, München) und Kinobesitzer (Filmtheater am Stachus) und ließ sich später als freier Schriftsteller nieder. In dritter Ehe war er mit einer nachmals berühmten und erfolgreichen Schöpferin von Trivialliteratur verheiratet.
Neben Kurzgeschichten für den Hausgebrauch (Die Leberknödelsuppe) und den Bayerischen Rundfunk schrieb Rott auch mehrere Romane. Da er bei allen etablierten Verlagen abgelehnt wurde, veröffentlichte er seine Romane auf eigene Kosten. Er verlor dabei sein gesamtes Vermögen, da keines seiner Bücher ein Erfolg wurde, und starb im Alter von nicht ganz 54 Jahren völlig mittellos in München durch Selbsttötung.

## Werke
- Andreas Feyerabendt: Geschichte einer Liebe. Harlachinger Buchverlag, München 1953
- Geliebte Preussin: ein Münchner Roman. Harlachinger Buchverlag, München 1953
- Haifische im Chiemsee?: ein phantastischer Roman. Harlachinger Buchverlag, München 1953
- Der Hund des Generals: ein Lustspiel (ungedruckt)
- Oktoberfest: ein heiterer Roman. Niemeyer, Hameln 1957